# Nutzen (Drucktechnik)

Faltschachtel mit versetzten Einstecklaschen

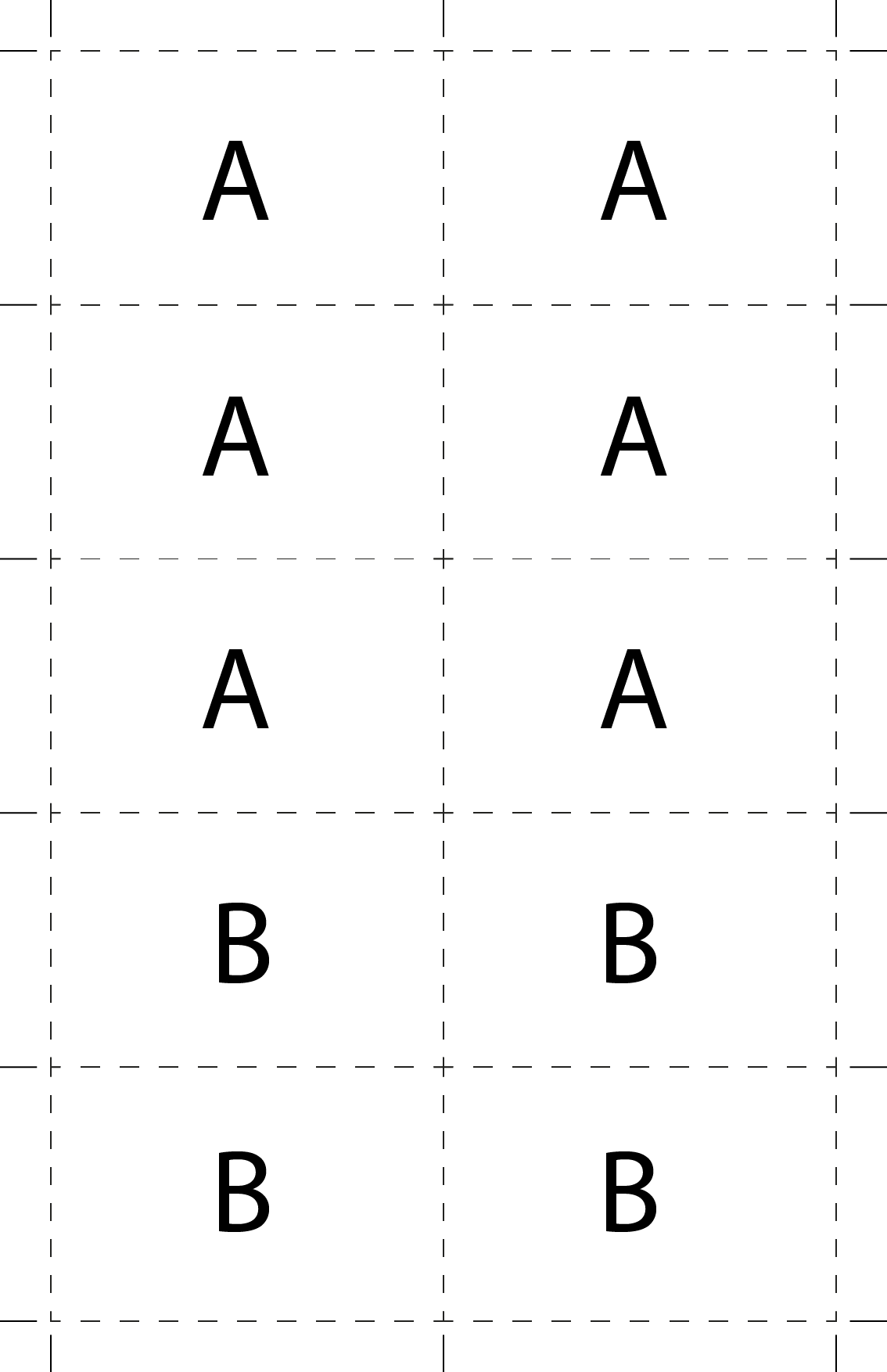
Druckbogen mit mehreren Nutzen zweier Druckmotive (A, B). Die Motive sind auf Durchschnitt gestellt.

Nutzen ist ein Fachbegriff aus der Druckindustrie, daher auch als Drucknutzen bezeichnet.
Er bezeichnet die Anzahl der auf dem Druckbogen befindlichen Exemplare eines Druckprodukts. Um den Platz auf einem Druckbogen optimal zu nutzen und kostengünstig zu drucken, werden in der Regel mehrere gleiche oder unterschiedliche Exemplare, zum Beispiel Etiketten, Plakate, Verpackungen, Visitenkarten (siehe Abbildung) usw., auf dem verfügbaren Druckbogen verteilt.
Problematisch wird die Aufteilung der Nutzen, wenn es sich nicht z. B. um rechteckige Formen, sondern um Faltschachteln handelt. Hier muss genau berechnet werden, wie die Nutzen formatlich optimal zusammengestellt werden. Wichtig dabei ist die Beachtung der Laufrichtung von Papier und Karton, da sonst die Weiterbearbeitung (Kaschieren, Festigkeitseigenschaften, Verhalten in nachfolgenden maschinellen Prozessen) nachteilig beeinflusst sein könnte.
Von einer Sammelform wird gesprochen, wenn sich auf dem Druckbogen unterschiedliche Aufträge mit differierenden Auflagen befinden. Hier muss zuvor berechnet werden, wie viel Nutzen je Auftrag nötig sind, um eine entsprechende Bogenzahl zu drucken. Ein Doppel- oder Dreifachnutzen ist eine Verarbeitungsform, bei der ein Produkt so behandelt wird, als wäre es ein einzelner Nutzen. Erst in einem späteren Arbeitsschritt wird die Form getrennt. Ein einfaches Beispiel ist der Druck von zwei DIN-A4-Seiten auf einem DIN-A3-Papierbogen. Nach dem Druck wird der gesamte Stapel mit einer entsprechenden Maschine, zum Beispiel einem Planschneider, durchgeschnitten und die beiden Stapel einfach übereinandergelegt.
In der Papierverarbeitung spricht man ebenfalls von Nutzen, wenn beim Schneidprozess eine vorgegebene Papierlage, das sind mehrere Bogen von übereinanderliegendem Papier, zugeschnitten wird. Die Papierbahn kann beispielsweise während der Verarbeitung (in Längsrichtung) in 8 Streifen geschnitten werden. Dann spricht man von einer 8-Nutzen-Maschine mit Streifen als Endprodukt.